# Seo Yu-ri
Seo Yuri (8 de febrero de 1985) es una actriz, actriz de voz, cosplayer y VJ. 

## Biografía
En junio del 2019 anunció que estaba saliendo con Choi Byung-kil y que la pareja estaba comprometida.

## Carrera
Es conocida por ser miembro del elenco en el programa Saturday Night Live Corea, Mi Pequeña Televisión y Código: Habitación Secreta.

## Filmografía

### Programas de variedades
| Año  | Programa             | Notas                                    |
| ---- | -------------------- | ---------------------------------------- |
| 2019 | Video Star           | invitada                                 |
| 2015 | I Can See Your Voice | Ep. #1 (temporada 2) - miembro del panel |